# Bahnhof Zernitz
Der Bahnhof Zernitz war ein Bahnhof an der Berlin-Hamburger Eisenbahn in Brandenburg. Der 1846 eröffnete Bahnhof zählt zu den ältesten in Brandenburg. Ursprünglich diente er vor allem zur Anbindung der Stadt Kyritz. Um den zunächst auf freien Feld erbauten Bahnhof entstand in der Folge eine Siedlung, die ebenfalls Bahnhof Zernitz oder Zernitz-Bahnhof genannt wird. 1995 wurde der Bahnhof geschlossen. Das Empfangsgebäude aus der Erbauungszeit des Bahnhofs steht unter Denkmalschutz, ebenso wie die Grabstätte für 48 jüdische KZ-Häftlinge im Süden des Ortsteils. Sie kamen 1945 ums Leben, als ein Häftlingstransport im Bahnhof versehentlich von amerikanischen Tieffliegern beschossen wurde.

## Lage
Der Bahnhof liegt in der Gemeinde Zernitz-Lohm im Landkreis Ostprignitz-Ruppin im Ortsteil Zernitz-Bahnhof, etwa zwei Kilometer westlich des namensgebenden Ortsteils Zernitz. Er befindet sich am Streckenkilometer 83,5 gezählt von Berlin. Die Stadt Kyritz, für deren Anbindung der Bahnhof ursprünglich errichtet worden war, liegt etwa sechs Kilometer nördlich des Bahnhofs.

## Geschichte
Ursprüngliche Planungen für die Berlin-Hamburger Eisenbahn sahen eine Führung über Kyritz, damals Kreisstadt des Landkreises Ostprignitz, vor. Verwirklicht wurde jedoch eine Führung weiter südlich über Neustadt (Dosse) und Wittenberge. Als Ersatz erhielt Kyritz einen Bahnhof in Zernitz. Dass weniger die örtlichen Bedürfnisse, sondern die Anbindung von Orten in der Umgebung Hauptzweck des Bahnhofs war, erkennt man an der Lage des Bahnhofs an der Landstrecke von Kyritz nach Lohm deutlich außerhalb des direkt an der Bahnstrecke liegenden Ortes Zernitz. Der Bahnhof galt nicht nur als Station für Kyritz, sondern auch für das deutlich weiter entfernte Wittstock.
In den 1880er Jahren wurden die Bahnanlagen erweitert und das Empfangsgebäude vergrößert.
Ideen, eine Strecke vom Bahnhof Zernitz nach Dosse oder Pritzwalk zu führen, wurden nicht verwirklicht. 
Stattdessen wurden 1887 Pritzwalk und Kyritz ab 1887 über die Bahnstrecke Neustadt–Meyenburg mit der Hamburger Bahn verbunden, so dass der Bahnhof Zernitz an Bedeutung verlor und fortan vor allem dem Verkehr zu den umliegenden Dörfern diente.
Am 16. April 1945 wurde ein Häftlingstransport von vor allem aus Ungarn stammenden jüdischen Häftlingen aus dem KZ Bergen-Belsen, die in das KZ Theresienstadt deportiert werden sollten, in der Nähe des Bahnhofs versehentlich von amerikanischen Tieffliegern beschossen. 48 Häftlinge kamen dabei ums Leben. Sie wurden am südlichen Ortsrand beigesetzt, heute erinnert dort eine Gedenkstätte an ihr Schicksal.
1990/91 wurde das Bahnhofsgebäude umfassend saniert. Seit 1995 halten keine Personenzüge mehr im Bahnhof. Im Zuge des Umbaus der Bahnstrecke Ende der 1990er Jahre wurde der Bahnhof auch betrieblich aufgelassen, die Bahnsteige, Weichen und Nebengleise wurden entfernt.

## Anlagen

### Bahnhof

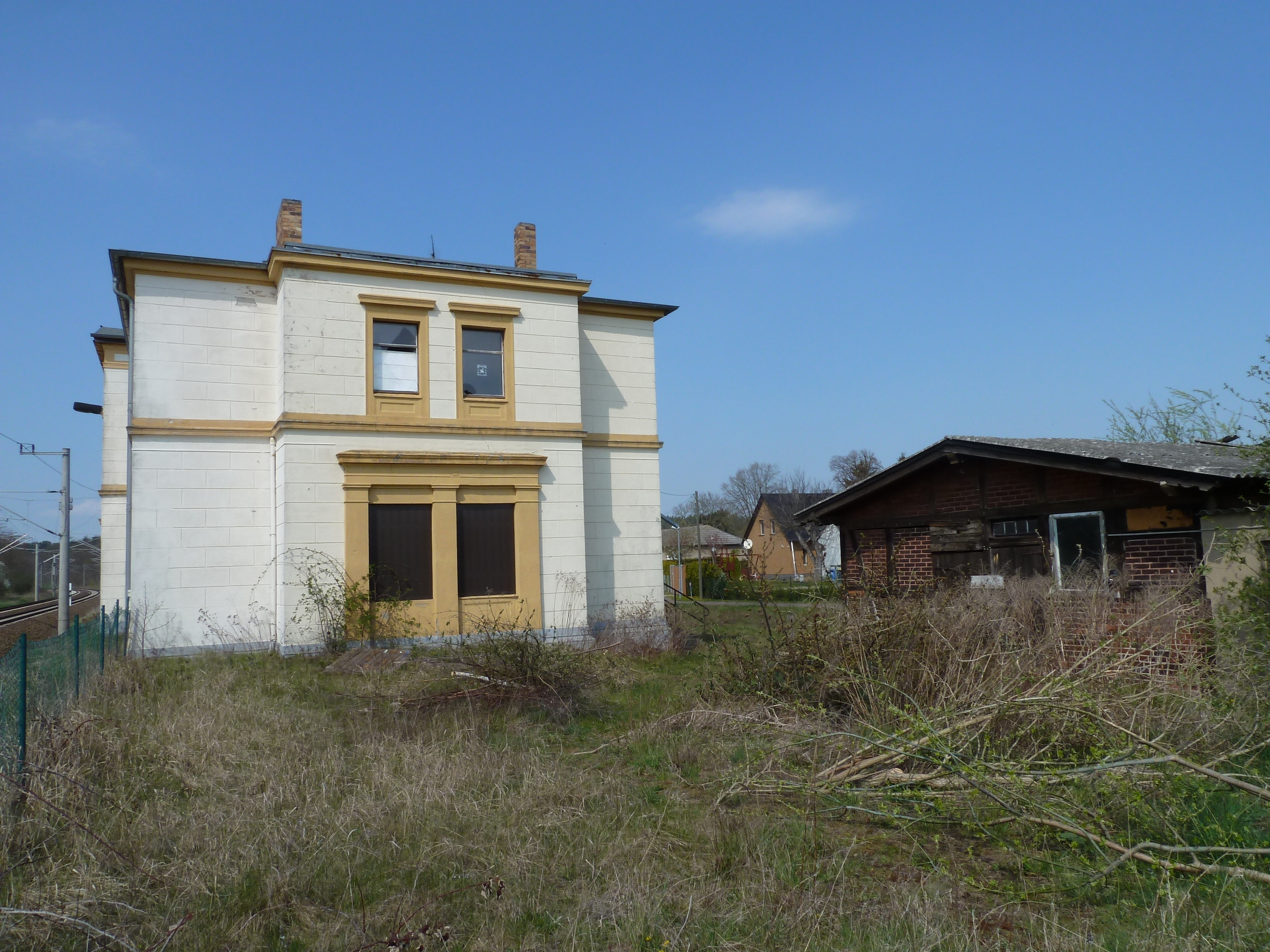
Bahnhofsgebäude und Toilettenhäuschen

Das Empfangsgebäude befindet sich nördlich der Bahnstrecke (auf der Seite, wo auch die Stadt Kyritz liegt), während der größte Teil der Ortsteile Zernitz und Zernitz Bahnhof südlich der Strecke liegt. Anders als die meisten Bahnhofsgebäude der Berlin-Hamburger-Eisenbahn besaß das zweigeschossige Gebäude mit Satteldach zunächst einen kreuzförmigen Grundriss, das an allen Seiten Dreiecksgiebel mit Akroterien aufwies. Die Längsseiten besaßen vier Achsen mit Mittelrisalit, die Querseiten drei. Als Architekten des Gebäudes mit „nüchterner klassizistischer Putzgliederung“ werden Friedrich Neuhaus (der Baudirektor der Berlin-Hamburger-Bahn) und Ferdinand Wilhelm Holz genannt. Vermutlich in den späten 1880er Jahren wurde das Gebäude in Längsrichtung erweitert. Im Unterschied zu anderen während dieser Zeit erweiterten Bahnhofsgebäuden an der Strecke (wie etwa dem Bahnhof Paulinenaue) behielt das in Zernitz seine streng symmetrische, auf wenige klare Formen beschränkte, Struktur. In der Form ist es bis heute erhalten geblieben.
1990/91 wurde das Gebäude umfassend saniert und bekam dabei eine kräftige gelbe Farbgebung in den Fensterbereichen. Erst 1993 wurde es unter Denkmalschutz gestellt. Nachdem es in den 1990er Jahren noch Wohnzwecken diente, steht es heute leer. Neben dem Bahnhofsgebäude befindet sich das Toilettenhäuschen. Südlich der Gleise ist der Güterschuppen, der vermutlich in den 1880er Jahren gebaut wurde. Das Ensemble steht als „Bahnhofsgebäude mit Toilettenhaus und Vorplatz“ auf der Denkmalliste.
Von den Gleisanlagen des Bahnhofs ist mit Ausnahme der beiden Durchfahrtsgleise nichts mehr erhalten geblieben, betrieblich dient Zernitz noch als Blockstelle.

### Ortsteil

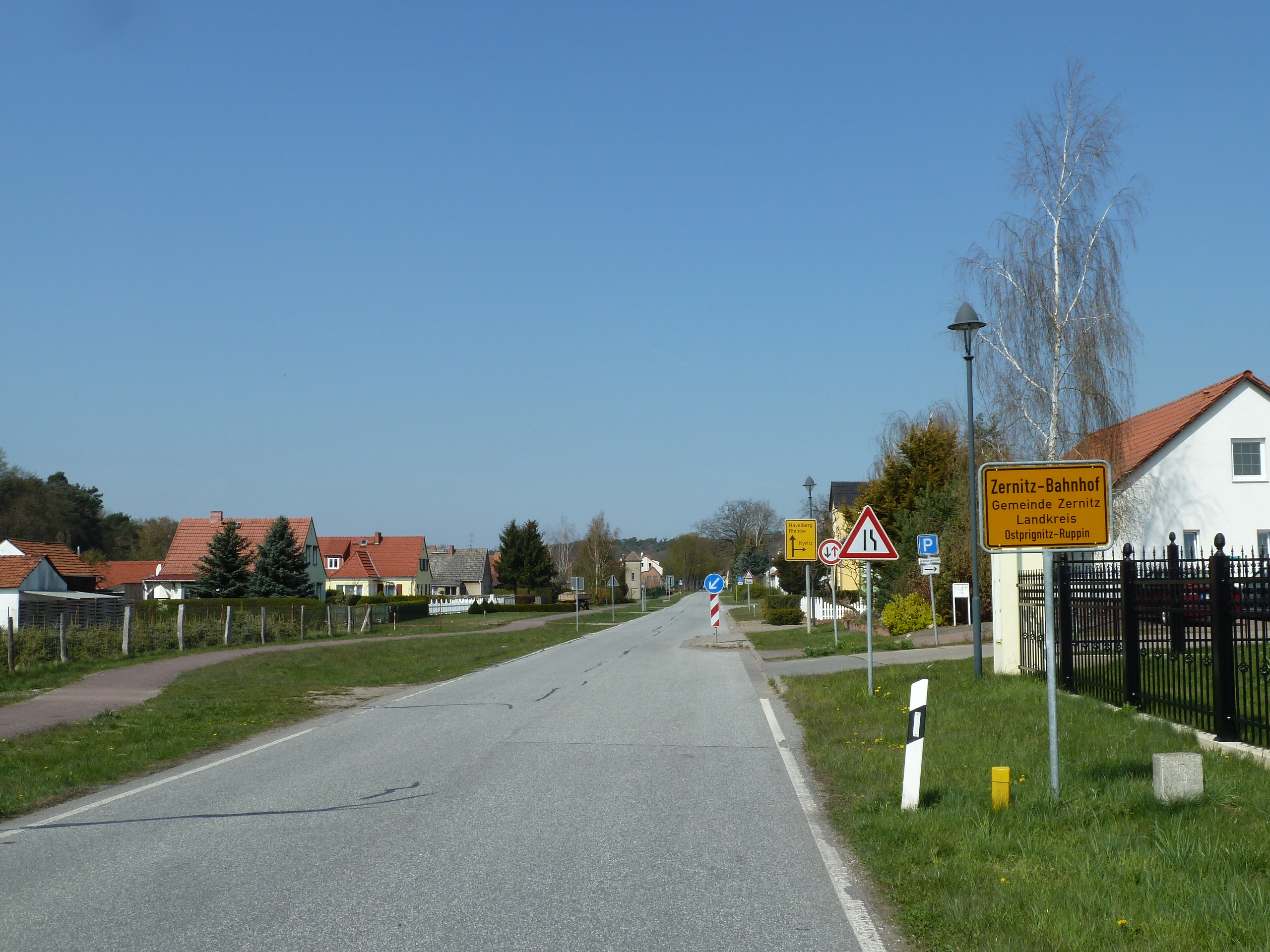
Stüdenitzer Straße in Zernitz-Bahnhof

Die Siedlung um den Bahnhof trägt offiziell den Namen Bahnhof Zernitz, wird aber auf den Ortseingangsschildern und an anderen Stellen auch Zernitz-Bahnhof genannt. Sie entstand erst nach Inbetriebnahme des Bahnhofs. Hier siedelten sich vor allem Händler und Geschäftsleute an. Die Siedlung gehörte zur Gemeinde Zernitz, die am 31. Dezember 1997 mit der Nachbargemeinde Lohm zur heutigen Gemeinde Zernitz-Lohm vereinigt wurde.
Im Ort kreuzen sich die Landesstraßen L14 von Kyritz nach Lohm und L141 von Neustadt (Dosse) nach Breddin.
Die meisten Häuser der Siedlung liegen in der parallel zur Bahnstrecke und südlich von ihr verlaufenden Stüdenitzer Straße, einige Häuser gruppieren sich um das Empfangsgebäude auf der Nordseite der Gleise. Die Landstraße aus Richtung Kyritz kreuzte früher die Bahnstrecke an einem beschrankten Bahnübergang westlich des Bahnhofs. Beim Ausbau der Bahnstrecke wurde der Übergang geschlossen und durch eine Unterführung östlich des Bahnhofs ersetzt. Südlich der Hauptstraße ist ein Wäldchen, in dem sich der Friedhof für die jüdischen KZ-Häftlinge mit einer kleinen Gedenkstätte befindet.

### Jüdischer Friedhof

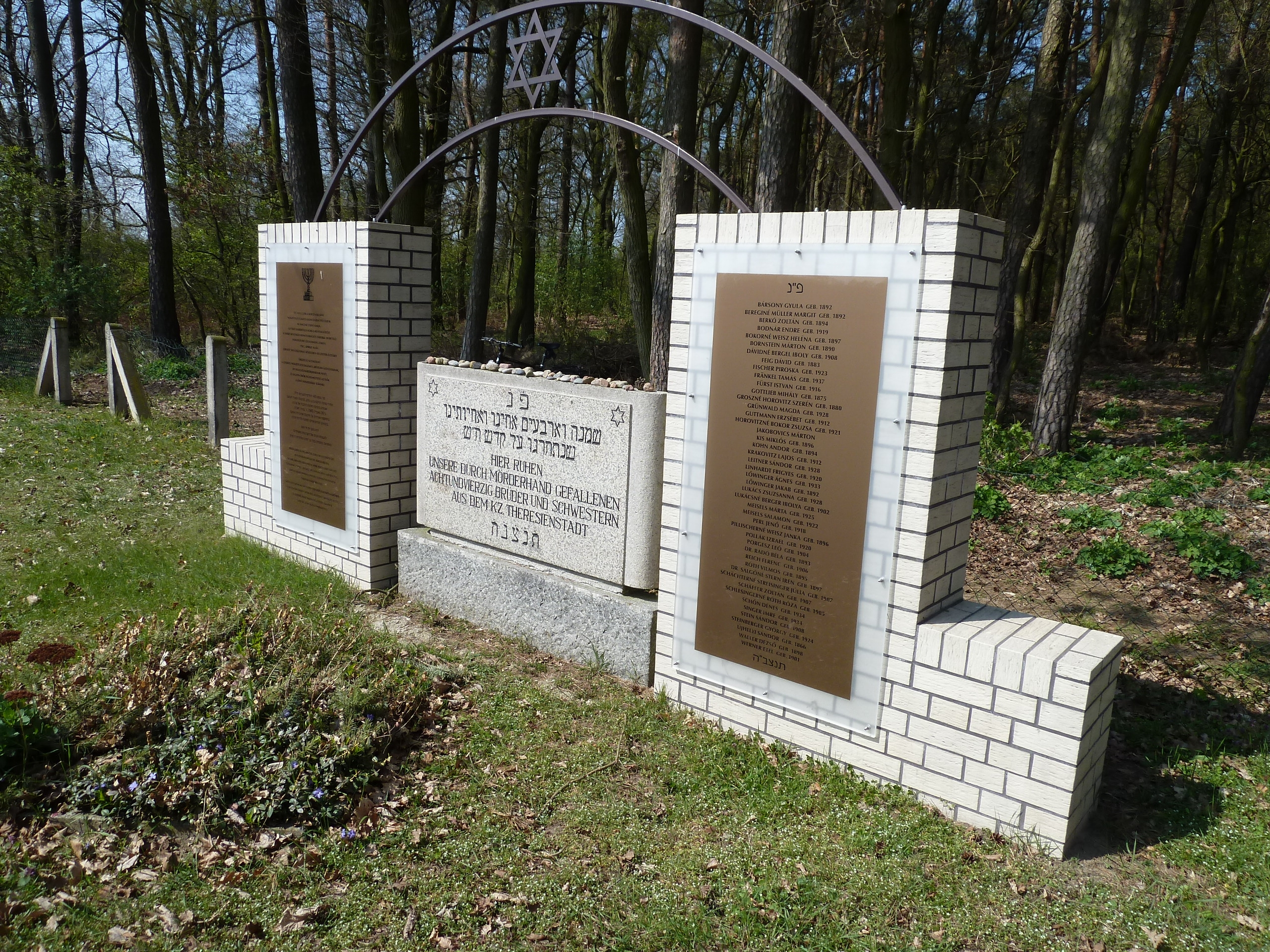
Gedenkstätte Zernitz

Die Gedenkstätte für ermordete jüdische Häftlinge steht unter Denkmalschutz.
Dort erinnert eine Gedenktafel auf Deutsch und Hebräisch an die Opfer.

„Hier ruhen unsere durch Mörderhand gefallenen achtundvierzig Brüder und Schwestern aus dem KZ Theresienstadt“

Daneben beschreibt eine weitere Tafel auf Deutsch, Hebräisch und Ungarisch die Ereignisse und eine dritte Tafel nennt die Namen der Toten. Neben der eigentlichen Gedenkstätte befindet sich ein weiteres Grab für den 1947 verstorbenen jüdischen Rechtsanwalt Theodor Steigerwald. Er hatte sich während des Krieges im Raum Kyritz vor den Nationalsozialisten versteckt. Vor seinem Tod hatte er sich gewünscht, ebenfalls hier beigesetzt zu werden.